# Ameiva polops
Ameiva polops är en ödleart som beskrevs av  Cope 1862. Ameiva polops ingår i släktet Ameiva och familjen tejuödlor. IUCN kategoriserar arten globalt som akut hotad. Inga underarter finns listade i Catalogue of Life.

## Bildgalleri

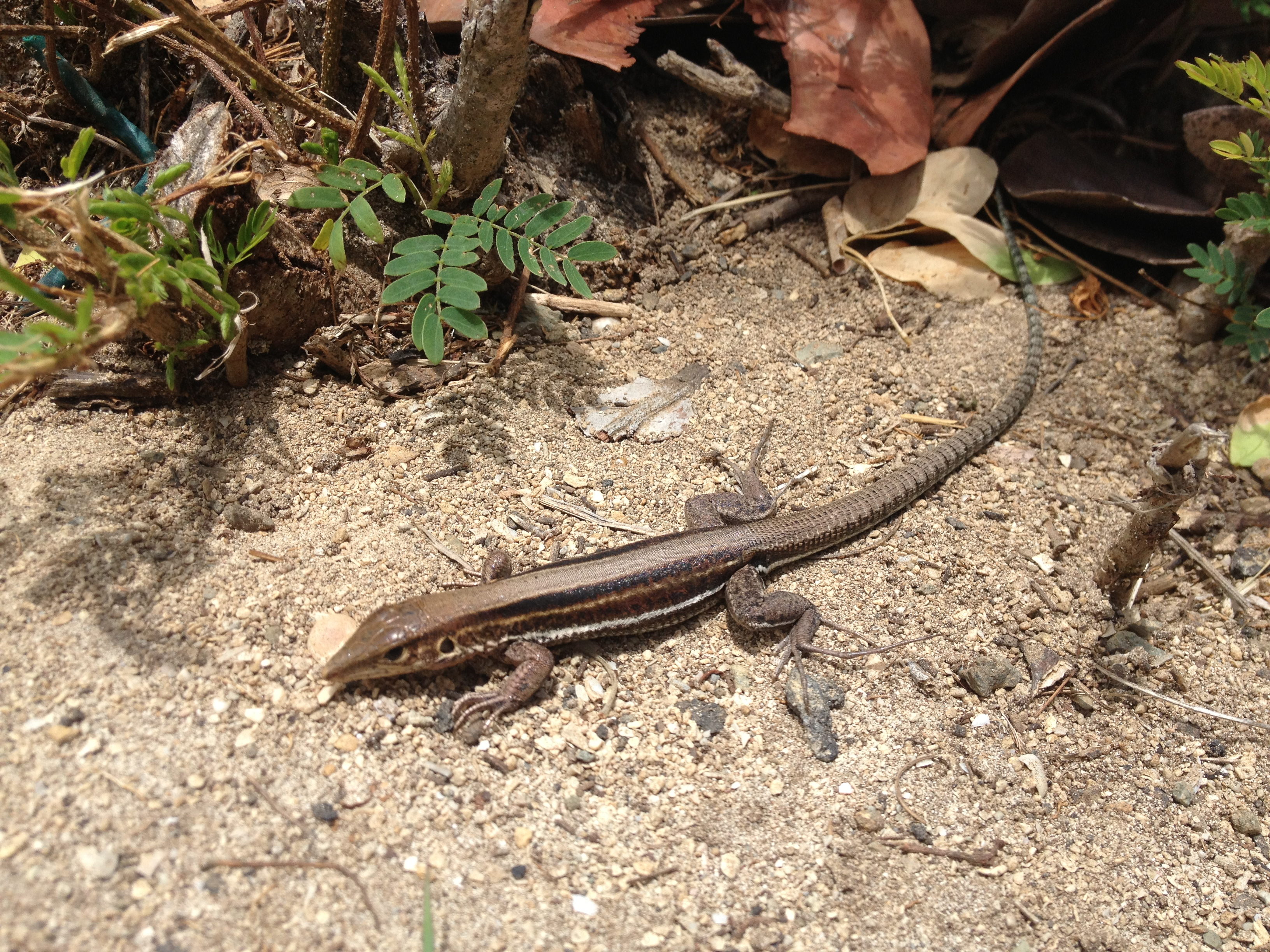